# Argyrolepidia leonora
Argyrolepidia leonora är en fjärilsart som beskrevs av Doubleday 1846. Argyrolepidia leonora ingår i släktet Argyrolepidia och familjen nattflyn. Inga underarter finns listade i Catalogue of Life.